# 박유동
박유동(, 1964년 ~ , 경상남도 함양군)은 대한민국의 공무원이다.

## 학력
- 진주고등학교 졸업
- 연세대학교 행정학과 학사 졸업

## 경력
- 1990.12 7급으로 공직 입문
- 2012 경상남도 정책기획관
- 2013.12 ~ 2014.12 제14대 경상남도 양산시 부시장
- 경상남도 서부권개발본부장
- 경상남도 공보관
- 2016.12 ~ 2017.06 제50대 경상남도인재개발원 원장
- 2017.06 ~ 2017.12 경상남도청 복지보건국장
- 2017.12 ~ 2018.12 제26대 경상남도 김해시 부시장
- 2018.12 ~ 2019.03 경상남도의회 사무처장
- 2019.03 ~ 2023.03 제8대 경남도립거창대학 총장